# Associazione Sportiva Pro Gorizia 1946-1947
Questa voce raccoglie le informazioni riguardanti l'Associazione Sportiva Pro Gorizia nelle competizioni ufficiali della stagione 1946-1947.

## Rosa
| N. |                   | Ruolo | Calciatore          |
| -- | ----------------- | ----- | ------------------- |
|    | Italia (bandiera) | C     | Enrico Auletta (II) |
|    | Italia (bandiera) | A     | Gaetano Auletta (I) |
|    | Italia (bandiera) | A     | Basevi              |
|    | Italia (bandiera) | C     | Enzo Bearzot        |
|    | Italia (bandiera) | P     | Giacomo Blason      |
|    | Italia (bandiera) | A     | G. Brumat           |
|    | Italia (bandiera) | D     | Giovanni Buttazzoni |
|    | Italia (bandiera) | P     | Gino Cantoni        |
|    | Italia (bandiera) | C     | Bruno Ciuffarin     |
|    | Italia (bandiera) | A     | Ottavio Dreossi     |

| N. |                   | Ruolo | Calciatore       |
| -- | ----------------- | ----- | ---------------- |
|    | Italia (bandiera) | A     | Frediano Freschi |
|    | Italia (bandiera) | C     | Aldo Morsan      |
|    | Italia (bandiera) | D     | Tristano Pangaro |
|    | Italia (bandiera) | D     | Franco Pian      |
|    | Italia (bandiera) | A     | Vito Servello    |
|    | Italia (bandiera) | C     | Sergio Susmel    |
|    | Italia (bandiera) | P     | Adriano Tamaro   |
|    | Italia (bandiera) | A     | Giuseppe Vescovo |
|    | Italia (bandiera) | C     | Astorre Zanolla  |